# Il viaggiatore imprudente
Il viaggiatore imprudente (Le Voyageur imprudent) è un romanzo di fantascienza dello scrittore francese René Barjavel pubblicato nel 1943 su rivista e nel 1944 in volume.
Il romanzo è una delle prime opere a sfruttare il tema del cosiddetto paradosso del nonno.

## Storia editoriale
La prima pubblicazione del romanzo avvenne a puntate nel 1943, durante la seconda guerra mondiale, sul settimanale Je suis partout, e l'anno successivo in volume presso le Éditions Denoël.
Benché si sia trattato del primo romanzo a enunciare il paradosso del nonno, già nell'edizione originale, l'autore aspettò una quindicina d'anni prima di esplicitarlo chiaramente, sotto forma di un piccolo saggio apparso come post scriptum nell'edizione del 1958. In tale epoca, il tema era già stato sfruttato da vari scrittori americani dell'età d'oro della fantascienza.

## Trama
Nel 1940, Pierre Saint-Menoux è un giovane professore di matematica in un liceo che è stato richiamato alle armi nella seconda guerra mondiale. Durante una burrascosa notte d'inverno sulle colline della Champagne, viene accolto in una casa per salvarlo dall'assideramento. Nell'abitazione si trovano un uomo di nome Noël Essaillon, immobilizzato perché gli erano stati amputati i piedi molti anni prima, e la sua figlia adolescente Annette. Essaillon, che conosceva già Saint-Menoux perché aveva risposto a un articolo che quest'ultimo aveva pubblicato su una rivista, gli dice di avere scoperto una sostanza, da lui ribattezzata noëlite, che incapsulata in pillole da ingoiare permetterebbe di viaggiare nel tempo, e invita il giovane insegnante a fare una prova. Saint-Menoux torna indietro di alcune ore e constata così la veridicità delle parole del suo ospite; su suo suggerimento, fa allora un balzo in avanti per evitare le fasi più convulse della guerra e si ritrova nella Parigi del 1942, con la Francia di nuovo in pace con la Germania. È pronto a collaborare con l'inventore nelle sue esplorazioni del tempo, grazie a un apposito scafandro ideato da Essaillon e impregnato di noëlite. Dapprima Pierre fa dei brevi viaggi temporali nei quali, tra le altre cose, gioca dei tiri birboni al preside dell'istituto in cui insegna in quel periodo, ma Essaillon lo rimprovera perché la sua invenzione dovrebbe servire al progresso della scienza, non al divertimento. Per verificare la correttezza di una profezia di Nostradamus, Pierre viaggia fino all'anno 2052, nel quale assiste alla distruzione di Parigi ad opera di un grande incendio; dopo alcuni viaggi nei secoli successivi nei quali constata la rinascita della civiltà, compie un balzo di centomila anni nel futuro. Qui scopre che l'umanità si è divisa in varie classi molto diverse tra di loro per aspetto, fisiologia e compiti: ad esempio, ci sono individui che pascolano le mucche, altri che combattono, altri che hanno il compito di mangiare o di pensare e sono partecipi di una sorta di intelligenza collettiva. Tutti vengono al mondo già adulti, partoriti da femmine enormi che hanno il ruolo delle regine di determinate specie d'insetti, che nell'atto dell'accoppiamento inglobano i corpi dei maschi fecondatori.
Il resoconto di Pierre lascia estasiato Essaillon, che pretende di accompagnarlo nel viaggio successivo. La rottura dello scafandro durante il ritorno nel 1942 provoca però la morte dell'inventore, che viene letteralmente fatto a pezzi. Saint-Menaux, che si sente in parte responsabile dell'accaduto, matura in sé la decisione di sposare Annette, che ama ormai da tempo. Dato però che a causa delle sue assenze non giustificate ha perso il lavoro d'insegnante, si pone il problema di come mantenerla: decide allora di usare l'invenzione per compiere dei furti nel passato.
Dopo diversi colpi messi a segno, nella Parigi della Belle Époque si diffonde la leggenda del "Diavolo verde" (il colore dello scafandro usato da Pierre). In un'occasione gli capita d'interrompere la cerimonia del matrimonio civile del padre del suo vicino del 1942, l'architetto Michelet. Al ritorno nella sua epoca, scopre che nel quartiere nessuno conosce Michelet, sebbene gli edifici che ha progettato esistano ugualmente, per quanto disegnati da un'altra persona.
Avendo così appreso che le sue azioni nel passato possono avere delle conseguenze nel presente, Pierre decide di tentare un ultimo colpo prima di ritirarsi dal crimine. Cerca di rubare una partita di diamanti nel momento della compravendita, ma il venditore reagisce squarciandogli la tuta con un pugnale; a quel punto Pierre, memore di quanto accaduto al suo mentore, non può più spostarsi nel tempo e viene arrestato. È però salvato da Annette, che preoccupata per la sua assenza si è recata nel 1890 con un altro scafandro, ed è lei a fargli la proposta di matrimonio.
A questo punto la vita di Saint-Menoux potrebbe essere veramente felice, ma il giovane è ossessionato da idee sul ruolo del destino nella storia umana e decide di tentare un esperimento: uccidere Napoleone Bonaparte per verificare se, in sua assenza, la storia dell'Europa sarebbe andata nello stesso modo. Si trasporta perciò a Tolone il 12 luglio 1793, in piena battaglia. Fa fuoco verso di lui con una mitragliatrice, ma colpisce invece mortalmente un sottoposto, Joachim Durdat, che sarebbe diventato il suo trisnonno. Tornato nel 1942, poco dopo la celebrazione del suo matrimonio Pierre svanisce nel nulla, e ad Annette non ne rimane nemmeno il ricordo.

## Opere correlate
La distruzione di Parigi e di gran parte del mondo per mezzo di un colossale incendio è un riferimento diretto al precedente romanzo Diluvio di fuoco dello stesso autore, la cui storia prendeva le mosse  nella Francia del 2052.

## Opere derivate
Nel 1982 fu trasmesso in Francia il film TV Le Voyageur imprudent, per la regia Pierre Tchernia, con Thierry Lhermitte, Jean-Marc Thibault e Anne Caudry.

## Riconoscimenti
Nel 1944 Il viaggiatore imprudente e Diluvio di fuoco ottennero il Prix des Dix, un riconoscimento provvisorio creato da un gruppo di umoristi e di cabarettisti presieduto da Béby e costituito inoltre da Georgius, Yves Deniaud e Jean Rigaux per rimediare alla mancata assegnazione del premio Goncourt.

## Edizioni
- (FR) René Barjavel, Le Voyageur imprudent, Paris, Denoël, 1944.
- René Barjavel, Il viaggiatore imprudente, traduzione di Doriana Comerlati e Giulio Lupieri, Milano, Garzanti, 1999, ISBN 978-88-116-6326-3.